# 美國太平洋艦隊陸戰隊
太平洋艦隊陸戰隊（英語：Fleet Marine Force, Pacific，FMFPAC）是美國海軍的兩個艦隊陸戰部隊之一，由霍蘭·史密斯中將於1944年建立。作為世界上最大的海洋登陸部隊，其組織遍布整個環太平洋。太平洋艦隊陸戰隊指揮第三、第五、第七艦隊的遠征打擊群以及太平洋海軍陸戰隊的空地特遣部隊。太平洋艦隊陸戰隊指揮官由太平洋海軍陸戰隊指揮官兼任，在作戰時由美國太平洋艦隊控制。

## 組織
- 美國太平洋海軍陸戰隊（第三艦隊登陸部隊）
  - 第36特遣部隊
  - 第39特遣部隊
  - 第一遠征軍
  - 第三遠征軍
- 美國中央海軍陸戰隊（第五艦隊登陸部隊）
  - 第56特遣部隊
  - 第59特遣部隊
  - 第一遠征軍
- 美國駐韓國海軍陸戰隊（第七艦隊登陸部隊）
  - 第76特遣部隊（英语：Task Force 76）
  - 第79特遣部隊
  - 第三遠征軍